# NGC 2492
NGC 2492 est une galaxie lenticulaire située dans la constellation des Gémeaux. NGC 2492 a été découverte par l'astronome britannique John Herschel en 1827.

## Caractéristiques
Sa vitesse par rapport au fond diffus cosmologique est de 6 848 ± 14 km/s, ce qui correspond à une distance de Hubble de 101,0 ± 7,1 Mpc (∼329 millions d'al).
À ce jour, une mesure non basée sur le décalage vers le rouge (redshift) donne une distance d'environ 89,900 Mpc (∼293 millions d'al). Cette valeur est légèrement à l'extérieur des valeurs de la distance de Hubble.